# S/2003 J 2
S/2003 J 2是环绕木星运行的一颗卫星。它在2003年3月4日被由斯科特·谢泼德、大衛·朱維特領導的夏威夷大學一個天文小組發現。至2006年，它是已發現的木星最外圍的衛星。

## 概述
S/2003 J 2的直徑約2公里，公轉軌道的平均半徑為29.54 Gm，公轉周期981.55日，軌道傾角154°，軌道離心率為0.1882。